# Fonctionnelle hybride
Une fonctionnelle hybride est un élément d'une classe d'approximations à la fonctionnelle d'échange-corrélation, introduite en 1993 par Axel Becke, utilisé au sein de la théorie de la fonctionnelle de la densité (DFT).
La caractéristique de ces fonctionnelles est d'avoir une partie d'échange basée sur la méthode de Hartree-Fock (HF) dépendante des orbitales alors que la partie de corrélation est basée sur une autre approche (soit issue de méthodes ab-initio, soit (semi-)empirique). Se basant sur un schéma simple d'amélioration, elles sont considérées comme « les fonctionnelles les plus précises disponibles tant que l'énergie est à prendre en compte et la méthode de prédilection de la communauté des chimistes ».

## Origine
Les fonctionnelles hybrides visent à corriger l'erreur de self-interaction (interaction de l'électron avec lui-même) et la mauvaise représentation des phénomènes de corrélation non-locale des approximations « classiques » de la DFT (LDA et GGA), dans lesquelles elles ne sont pas prises en compte.
Ces deux dernières conduisent à une délocalisation électronique trop importante, et donc à la mauvaise représentation des propriétés de certains matériaux comme les oxydes des métaux de transition et les composés à base de lanthanides ou d'actinides. La construction des fonctionnelles hybrides est basée sur deux considérations. La première est que l'énergie d'échange (Ex) calculé de façon exacte dans le modèle de Hartree-Fock.
La seconde est que si la DFT conduit à une surestimation de grandeurs et la méthode HF à une sous-estimation, alors la fonctionnelle exacte d'échange-corrélation doit contenir une partie de l'échange HF. La première fonctionnelle hybride proposée en se basant sur ces considérations est la fonctionnelle HH (pour half and half), avec :
{\displaystyle E_{xc}={\frac {1}{2}}(E_{x}^{HF}+E_{c}^{DFT})}
où {\displaystyle \scriptstyle {E_{c}^{DFT}}} indique l'énergie de corrélation obtenue par une fonctionnelle « classique » de la DFT (c'est-à-dire LDA ou GGA).

## Fonctionnelles hybrides et connexion adiabatique
L'introduction d'un échange HF peut a priori se faire en substituant la partie d'échange des fonctionnelles par l'expression exacte de cet échange :
{\displaystyle E_{x}^{HF}={\frac {1}{2}}\sum _{i,j}\int \int \psi _{i}^{*}(\mathbf {r_{1}} )\psi _{j}^{*}(\mathbf {r_{1}} ){\frac {1}{r_{12}}}\psi _{i}(\mathbf {r_{2}} )\psi _{j}(\mathbf {r_{2}} )d\mathbf {r_{1}} d\mathbf {r_{2}} },
où {\displaystyle \scriptstyle {\psi }} est une fonction d'onde, {\displaystyle \scriptstyle {\mathbf {r} }} un vecteur position et {\displaystyle \scriptstyle {r_{12}}} la distance entre le point 1 et le point 2, après substitution des fonctions d'onde classiques par les fonctions d'onde Kohn-Sham (KS) afin d'obtenir l'échange exact Kohn-Sham.
Cette substitution a été proposée par Kohn et Sham dès 1965[réf. nécessaire] qui avaient relevé l'intérêt de l'introduction de l'échange exact, la partie de corrélation étant celle de la LDA. Bien que la forme utilisée convienne (en particulier, le potentiel effectif adopte un comportement asymptotique en 1/r à l'infini) et soit efficace pour des atomes seuls, elle s'avéra moins pertinente que la GGA pour des systèmes plus complexes dans la majorité des cas testés. Cette description erronée est imputable à la séparation artificielle des contributions des termes d'échange et de corrélation dans l'énergie d'échange-corrélation. En effet, cette configuration combine un trou d'échange non-local (contribution HF) avec un trou de corrélation local (contribution DFT-LDA) qui fait que la description locale du trou n'est plus possible.
Afin de résoudre ce type de problème, A. Becke a mis en avant l'utilité de la formule de connexion adiabatique,,, qui s'écrit :
{\displaystyle E_{xc}=\int _{0}^{1}U_{xc}^{\lambda }d\lambda }
où {\displaystyle \scriptstyle {\lambda }} est un paramètre de couplage inter-électronique permettant de mettre en jeu de manière plus ou moins prononcée la répulsion coulombienne électronique en {\displaystyle \scriptstyle {\frac {1}{r_{12}}}} et {\displaystyle \scriptstyle {U_{xc}^{\lambda }}} l'énergie potentielle d'échange et corrélation à {\displaystyle \scriptstyle {\lambda }} donné. Cette formule permet de connecter le système KS sans interactions ({\displaystyle \scriptstyle {\lambda }=0}) incluant l'échange exact (les électrons sont considérés comme des fermions non chargés) au système réel ({\displaystyle \scriptstyle {\lambda }=1}) avec interactions de manière continue. Tous ces intermédiaires sont à même densité électronique, celle du système réel. La fonction {\displaystyle \scriptstyle {U_{xc}^{\lambda }}} pouvant être considérée comme une fonction linéaire de la variable {\displaystyle \scriptstyle {\lambda }} en première approximation, une solution simple est donnée par :
{\displaystyle E_{xc}^{HH}={\frac {1}{2}}E_{x}^{HF}+{\frac {1}{2}}E_{c}^{LDA}},
c'est-à-dire l'expression de l'énergie d'échange et corrélation de la fonctionnelle hybride « half-and-half ». Cette dernière a des performances comparables à la GGA aux tests G2,, et a de fait ouvert la voie aux fonctionnelles « adiabatiquement connectées » (adiabatically connected functionals en anglais).

## Au-delà de la fonctionnelle hybride HH

### Fonctionnelles hybrides paramétrées
Peu de temps après avoir proposé la fonctionnelle hybride HH, A. Becke, dans son article Density‐functional thermochemistry. III. The role of exact exchange - l'article plus cité de la littérature scientifique en chimie en 2004 et figurant dans les 10 premiers de 1999 à 2005 - propose une fonctionnelle hybride paramétrée contenant des éléments de fonctionnelles « classiques », dont l'énergie d'échange-corrélation s'exprime de la manière suivante :
{\displaystyle E_{xc}^{B3PW91}=E_{xc}^{LSDA}+a_{0}(E_{x}^{exact}-E_{x}^{LSDA})+a_{x}\Delta E_{x}^{B88}+a_{c}\Delta E_{c}^{PW91}}.
Dans cette expression, {\displaystyle \scriptstyle {E_{xc}^{LSDA}}} est l'approximation de densité de spin locale (LSDA) dont la partie de corrélation est celle proposée par J.P. Perdew et Y. Wang, {\displaystyle \scriptstyle {E_{x}^{exact}}} l'énergie d'échange exact, {\displaystyle \scriptstyle {\Delta E_{x}^{B88}}} la correction de gradient pour l'échange à la LSDA proposée par A. Becke en 1988 et {\displaystyle \scriptstyle {\Delta E_{c}^{PW91}}} la correction de gradient pour la corrélation de J.P. Perdew et Y. Wang de 1991. Les paramètres {\displaystyle \scriptstyle {a_{0}}}, {\displaystyle \scriptstyle {a_{x}}} et {\displaystyle \scriptstyle {a_{c}}} sont ajustés sur la base G1 par une méthode des moindres carrés. Leurs valeurs sont, respectivement de 0,20, 0,72 et 0,81. Cette fonctionnelle hybride, nommée B3PW91, permet d'améliorer les résultats obtenus dans le test G2 par rapport à la fonctionnelle hybride HH.
L'une des fonctionnelles hybrides les plus utilisées est directement dérivée de cette fonctionnelle B3PW91. La fonctionnelle B3LYP est obtenue par substitution dans la formule de B3PW91 de la fonctionnelle de corrélation de Perdew-Wang par la fonctionnelle de corrélation de Lee-Yang-Parr et de la fonctionnelle d'échange et corrélation LSDA par la fonctionnelle LDA de Vosko-Wilk-Nusair. La B3LYP permet de réduire encore l'écart à la déviation chimique dans les tests G2. Cette fonctionnelle hybride a également été reparamétrée (en faisant varier la proportion d'échange exact) pour différentes applications. On citera par exemple la fonctionnelle B3LYP* de Reiher et collaborateurs contenant 15 % d'échange HF et non plus 20 %.

### Génération théorique de fonctionnelles hybrides
L'utilisation de la connexion adiabatique, et plus particulièrement du paramètre {\displaystyle \scriptstyle {\lambda }} de couplage inter-électronique, a été effectuée par J.P. Perdew et collaborateurs dans l'optique de fournir une fonctionnelle hybride dont la forme est étayée théoriquement, et donc se passant d'un paramétrage sur une base de données. La fonctionnelle hybride PBE0, de forme :
{\displaystyle E_{xc}=E_{xc}^{DFT}+{\frac {1}{4}}(E_{x}^{HF}-E_{x}^{DFT})},
dans laquelle la fonctionnelle d'échange et corrélation {\displaystyle \scriptstyle {E_{xc}^{DFT}}} est la fonctionnelle GGA PBE fut proposée en 1996, à partir de considérations sur la variation de {\displaystyle \scriptstyle {U_{xc}^{\lambda }}} avec {\displaystyle \scriptstyle {\lambda }}. J. Perdew et collaborateurs donnèrent une assise théorique pour les valeurs de paramètres et variations qui avaient été obtenus par ajustement sur des bases de données.
La fonctionnelle hybride PBE0 fournit de bons résultats sur un nombre important et varié de données,.

## Liste de fonctionnelles hybrides
- B1B95
- B1LYP
- B3PW91
- B3LYP
- B3LYP5
- B3P86
- BHandH
- BHandHLYP
- BMK
- BP
- EDF1
- EDF2
- M05
- M05-2X
- M06
- M06-2X
- M06-HF
- M06-L
- MPW1PW91
- O3LYP
- PBE0
- PBE1PBE
- ωB97
- ωB97X
- ωB97X-DBP